# Mandamento (cosa nostra)
Il mandamento, nel gergo di Cosa nostra, indica la zona di influenza di tre o più famiglie affiliate all'organizzazione.

## Il capo-mandamento
A partire dalla seconda metà degli anni cinquanta del XX secolo, su indicazione di Cosa Nostra americana, anche Cosa Nostra siciliana si dotò di una struttura gerarchica superiore denominata "Commissione", di cui fanno parte i capi-mandamento della provincia di Palermo. Alla base della piramide mafiosa vi sono i "picciotti" o "soldati", che costituiscono l'esercito di Cosa Nostra; salendo si trova la figura del "capo-decina" che controlla l'operato di dieci uomini; ancora più in alto la figura del "capo-famiglia". Tre o due capi-famiglia eleggono un "capo-mandamento" (il mandamento è un insieme di tre famiglie territorialmente contigue). Quando un capo-mandamento o un capo famiglia viene arrestato, il suo posto è occupato da un "reggente" provvisorio.
I capi-mandamento della provincia di Palermo fanno parte integrante della "Commissione", che è presieduta da uno dei capi-mandamento, che inizialmente veniva chiamato "segretario". Lo stato di capo-mandamento dura fino alla morte del mafioso o, raramente, per deposizione da parte della Commissione interprovinciale. Ogni capo-mandamento è tenuto a rispettare la consegna del silenzio.

## La struttura dei mandamenti
I quartieri del centro storico di Palermo sono ancora oggi denominati mandamenti.
Da qui il mandamento mafioso che, fuori Palermo, comprende più comuni.  Il capofamiglia di ogni mandamento (capomandamento) è membro permanente di una commissione provinciale, la quale si riunisce periodicamente per stabilire le direttive di Cosa Nostra e per risolvere i problemi che possono minare l'integrità stessa dell'organizzazione.
- Palermo - La città di Palermo è divisa in 9 mandamenti locali: Porta Nuova, Ciaculli, Passo di Rigano-Boccadifalco, Villagrazia - Santa Maria di Gesù, Noce-Cruillas, Pagliarelli, Resuttana e Tommaso Natale - San Lorenzo.[2]
- Provincia di Palermo - La provincia palermitana è ripartita in 6 mandamenti: Camporeale (nato dalla fusione dei mandamenti di Partinico e San Giuseppe Jato), Corleone, Bagheria, Trabia, Misilmeri, San Mauro Castelverde (o delle Madonie).[3]
- Agrigento - La provincia di Agrigento è costituita da 10 mandamenti: Agrigento, Santa Elisabetta, Porto Empedocle, Canicattì, Cianciana, Ribera, Sambuca di Sicilia, Casteltermini, Palma di Montechiaro e Campobello di Licata. [4]
- Trapani - I mandamenti sono 4: Castelvetrano, Trapani, Mazara del Vallo e Alcamo.[5]
- Caltanissetta - In provincia di Caltanissetta vi sono 4 mandamenti: Gela, Vallelunga, Riesi e Mussomeli. Le famiglie del "Vallone" a nord della provincia sono tradizionalmente connesse ai gruppi palermitani.[6] La Stidda ha conservato una certa capacità organizzativa nei comprensori di Gela e Niscemi, ponendosi come associazione mafiosa analoga a Cosa Nostra, con la quale non assume più una posizione di rivalità e dimostra una certa intesa;
- Enna - La provincia di Enna non ha mandamenti, ma solo famiglie. La zona est è limitrofa alla provincia di Catania, e in parte influenzata dalla mafia catanese. Alla fine degli anni 2000, sanguinose faide sono nate proprio dalla lotta tra gli ennesi e i catanesi per il controllo di questa zona.[7]
- Catania - non vi sono mandamenti perché nella provincia di Catania vi sono soltanto tre Famiglie (Catania[8], Ramacca e Caltagirone), che  gestiscono preferenzialmente il conferimento illecito di appalti pubblici, in società con numerosi gruppi criminali estranei a Cosa Nostra operanti a Catania e in provincia, i cui capi vengono spesso affiliati a queste Famiglie per controllarne meglio le attività.[9][10]
- Siracusa - Non vi sono mandamenti ma singole famiglie legate storicamente alla mafia catanese.[11]
- Ragusa - Non vi sono mandamenti ma singole famiglie, anche affiliate alla Stidda [12]
- Messina - Non vi sono mandamenti ma singole famiglie, in alcuni casi affiliate alla 'ndrangheta o alla mafia catanese (Messina [13], San Mauro Castelverde  ·  Barcellona Pozzo di Gotto  ·  Tortorici  ·   Mazzarroti   ·  Francavilla di Sicilia,   ·  Valle dell'Alcantara  ·  Giardini Naxos[14])

## La costituzione delle commissioni provinciali e di quella regionale
La costituzione della Commissione Provinciale di Palermo di Cosa Nostra, rappresentava soltanto un organo accentrato al fine di evitare i conflitti tra più famiglie. Questo organo comprende un rappresentante per mandamento, ed è retta da un Capo della Commissione. L'ultima Commissione "legittimamente" formata per Cosa Nostra palermitana fu quella retta da Riina Salvatore, costituita dopo la fine della Seconda Guerra di mafia (1979-1983). Dall'arresto di Riina, pur se la Provincia venne retta prima di Brusca Giovanni e Bagarella Leoluca, poi di Provenzano Bernardo, e successivamente di Lo Piccolo Salvatore, la Commissione non fu mai formalmente ricostituita.
Questo organo venne costituito anche in altre Province: Trapani, Agrigento, Caltanissetta, Catania.
Inizialmente la Commissione viene creata proprio sul modello utilizzato da Cosa Nostra americana e in Sicilia nasce dopo la famosa riunione del 1957 di tutti i capi mafia siciliani all'Grand Hotel et des Palmes di Palermo.
Nel 1975 venne costituita anche la Commissione regionale, comprendente tutti i capi delle commissioni provinciali, che si riuniva per le decisioni di vitale importanza per l'intera organizzazione. Ad esempio, la stessa si riunì per deliberare le stragi del 1992-93.